# سنقر آیلز
سنقر ایلز (نام علمی: Circus teauteensis) (مائوری: Kērangi) یک پرنده شکاری منقرض‌شده است که بومی نیوزلند بود.
این گونه به نام جیم ایلز دیرینه‌شناس و مدیر پیشین موزه استانی نلسون و موزه ساحل غربی نام‌گذاری شده است.
سنقر آیلز احتمالاً تا حدودی شبیه به سنقر خالدار، نزدیک‌ترین خویشاوند زنده‌اش بود که حدود ۲٫۴ میلیون سال پیش از آن جدا شد.